# Idalus herois
Idalus herois  (лат.) — вид бабочек-медведиц трибы Phaegopterini из семейства Erebidae, обитающий в Северной и Южной Америке.

## Описание
Бабочки-медведицы среднего размера. Размах крыльев 35—45 мм. Основная окраска тёмно-желтая, крылья пересекаются примерно от середины костального края до внутреннего угла чёрной полосой, которая является самой широкой на обоих концах, а на внешней реберной части чёрная окраска простирается по краю до вершины; эта поперечная полоса разделена жилками серо-белого цвета на серию пятен везде, где они пересекают полосу; крылья также широко окаймлены на всей своей внутренней части и на обоих концах его внешней части белым цветом. У основания также обозначена поперечная полоса, а также несколько розовых чешуек у основания внутреннего края. Бахрома белая. У самцов внешние две трети крыльев покрыты розовыми чешуйками, а у самок так выражен только внутренний край. Низ беловатый с цветным и отметинами. Голова и грудь белые, с розово-коричневыми пятнами. Брюшко карминного цвета с верхним рядом белых пятен у самки; анус и низ брюшка белые. Вид был впервые описан в 1889 году американским энтомологом Уильямом Шаусом (1858—1942) по материалам из Мексики.